# Новофедорівка (Покровський район)
Новофе́дорівка (Новоберезівка)  — село Криворізької сільської громади Покровського району Донецької області, Україна.

## Історія
Село засновано в кінці ХІХ сторіччя, як хутір Новоберезівка і хутір Новофедорівка. З часом два хутори об'єднали в один з назвою Новофедорівка.

## Жертви сталінських репресій
- Савченко Юхим Денисович, 1889 року народження, село Серетине Томарівського району Курської області, українець, освіта початкова, безпартійний. Рахівник колгоспу імені Чапаєва. Проживав в хутір Ново-Федорівка Добропільського району Сталінської (Донецької) області. Заарештований 27 грудня 1937 року. Трійкою УНКВС по Донецькій області 29 грудня 1937 року засуджений до розстрілу з конфіскацією майна. Даних про виконання вироку немає. Реабілітований у 1963 році.
- Сорока Євдокія Максимівна, 1895 року народження, село Олексіївка Перелюбського району Куйбишевської області, українка, освіта початкова, безпартійна. Проживала в селі Ново-Федорівка Добропільського району Сталінської (Донецької) області. Колгоспниця колгоспу імені Чапаєва. Заарештована 03 вересня 1941 року. Даних  про вирок немає. Реабілітована у 1955 році.